# Jeroen Vanthournout
Jeroen Vanthournout, né le 29 juillet 1989 à Roulers en Belgique, est un footballeur et entraîneur belge qui joue au poste de défenseur ou de milieu de terrain.

## Biographie

### En club
Vanthournout est un produit du KSV Roulers. Sa première apparition en compétition officielle au sein de l'équipe première a lieu le 27 février 2008, en quarts de finale de la coupe de Belgique contre le Germinal Beerschot, lorsqu'il entre en jeu à la 70e minute à la place de Koen De Vleeschauwer au match retour. Lors de la saison 2008-2009, il n'a joué qu'un seul match, contre le FCV Dender EH, lors du tour final. Ce n'est qu'au cours de la saison 2009-2010, la dernière saison de Roulers en première division, que Vanthournout obtient l'occasion de jouer plus régulièrement.
Lors du mercato hivernal 2010-2011, il est transféré au KVC Westerlo avec lequel il connaît les affres de la relégation en 2012, après l'avoir déjà vécu avec Roulers la saison précédente. Espérant continuer à évoluer au plus haut niveau, il est question un moment d'un transfert, notamment vers Zulte Waregem mais Vanthournout finit par rester au club afin de les aider à réintégrer l'élite ce qui est le cas à l'issue du championnat, Westerlo décroche en effet le titre de Belgacom League. Sa mission accomplie, après trois saisons et demie passées dans le club campinois, il retourne au KSV Roulers.
Le deuxième passage de Vanthournout dans son club formateur se limite à deux saisons : en 2016, il succombe à l'ambitieux projet du KVC Sint-Eloois-Winkel Sport, qui a pour objectif de décrocher le titre dans la toute nouvelle Division 2 Amateur. Winkel Sport réussit à décrocher un ticket pour les qualifications pour le tour final, mais s'incline au premier tour face à l'Eendracht Alost.
Vanthournout quitte alors le club pour le FCV Dender EH et transite ensuite par le KVC Wingene et le KSK Oostnieuwkerke, à chaque fois pour le temps d'une seule saison, avant de mettre un terme à sa carrière fin avril 2023, après trois saisons passées à l'Excelsior Zedelgem (nl) en séries provinciales.
Il est actuellement entraîneur assistant des catégories de jeunes au Cercle Bruges KSV, un tournant de carrière déjà évoqué lors de sa dernière saison en tant que joueur.

### En sélections nationales
Jeroen Vanthournout est sélectionné à trois reprises, dont une fois comme titulaire, chez les moins de 19 ans pour autant de rencontres amicales en 2008 et à deux reprises chez les moins de 20 ans mais ne décroche qu'une seule cape en 2010.

## Statistiques

### En club
| Saison                | Club                    | Championnat           | Championnat | Championnat | Championnat | Coupe(s) nationale(s) | Coupe(s) nationale(s) | Coupe(s) nationale(s) | Autres compétitions | Autres compétitions | Autres compétitions | Autres compétitions | Total | Total | Total |
| Saison                | Club                    | Division              | M.          | B.          | P.d.        | M.                    | B.                    | P.d.                  | Comp.               | M.                  | B.                  | P.d.                | M.    | B.    | P.d.  |
| 2007-2008             | KSV Roulers             | Division 1            | 1           | 0           | 0           | 1                     | 0                     | 0                     | -                   | -                   | -                   | -                   | 2     | 0     | 0     |
| 2008-2009             | KSV Roulers             | Division 1            | -           | -           | -           | -                     | -                     | -                     | TF                  | 1                   | 0                   | 0                   | 1     | 0     | 0     |
| 2009-2010             | KSV Roulers             | Division 1            | 14          | 0           | 0           | 2                     | 0                     | 0                     | TF                  | 2                   | 0                   | 0                   | 18    | 0     | 0     |
| 2010-2011             | KSV Roulers             | Division 2            | 18          | 2           | 2           | 3                     | 1                     | 0                     | -                   | -                   | -                   | -                   | 21    | 3     | 2     |
| Sous-total            | Sous-total              | Sous-total            | 33          | 2           | 2           | 6                     | 1                     | 0                     | -                   | 3                   | 0                   | 0                   | 42    | 3     | 2     |
| 2010-2011             | KVC Westerlo            | Division 1            | -           | -           | -           | 1                     | 0                     | 0                     | PO2                 | 6                   | 0                   | 0                   | 7     | 0     | 0     |
| 2011-2012             | KVC Westerlo            | Division 1            | 15          | 1           | 1           | 0                     | 0                     | 0                     | PO3+TF              | 4+5                 | 0+1                 | 0+0                 | 24    | 2     | 1     |
| 2012-2013             | KVC Westerlo            | Division 2            | 13          | 1           | 0           | 2                     | 0                     | 0                     | TF                  | 4                   | 0                   | 0                   | 19    | 1     | 0     |
| 2013-2014             | KVC Westerlo            | Division 2            | 29          | 2           | 0           | 6                     | 0                     | 0                     | -                   | -                   | -                   | -                   | 35    | 2     | 0     |
| Sous-total            | Sous-total              | Sous-total            | 57          | 4           | 1           | 9                     | 0                     | 0                     | -                   | 19                  | 1                   | 0                   | 85    | 5     | 1     |
| 2014-2015             | KSV Roulers             | Division 2            | 34          | 2           | 0           | 2                     | 1                     | 0                     | -                   | -                   | -                   | -                   | 36    | 3     | 0     |
| 2015-2016             | KSV Roulers             | Division 2            | 23          | 1           | 0           | 1                     | 0                     | 0                     | -                   | -                   | -                   | -                   | 24    | 1     | 0     |
| Sous-total            | Sous-total              | Sous-total            | 57          | 3           | 0           | 3                     | 1                     | 0                     | -                   | -                   | -                   | -                   | 60    | 4     | 0     |
| 2016-2017             | Sint-Eloois-Winkel      | Division 2 Amateur    | 14          | 0           | 0           | 4                     | 1                     | 0                     | TF                  | 1                   | 0                   | 0                   | 19    | 1     | 0     |
| 2017-2018             | FCV Dender EH           | Division 1 Amateur    | 14          | 0           | 0           | 2                     | 0                     | 0                     | -                   | -                   | -                   | -                   | 16    | 0     | 0     |
| 2018-2019             | KVC Wingene             | Division 3 Amateur    | 14          | 0           | 0           | 3                     | 0                     | 0                     | -                   | -                   | -                   | -                   | 17    | 0     | 0     |
| 2019-2020             | KSK Oostnieuwkerke      | Division 3 Amateur    | 18          | 0           | 0           | 3                     | 0                     | 0                     | -                   | -                   | -                   | -                   | 21    | 0     | 0     |
| Sous-total            | Sous-total              | Sous-total            | 60          | 0           | 0           | 12                    | 1                     | 0                     | -                   | 1                   | 0                   | 0                   | 73    | 1     | 0     |
| 2020-2021             | Excelsior Zedelgem (nl) | Séries provinciales   | 5           | 0           | 0           | 1                     | 0                     | 0                     | -                   | -                   | -                   | -                   | 6     | 0     | 0     |
| 2021-2022             | Excelsior Zedelgem (nl) | Séries provinciales   | 27          | 1           | 0           | 1                     | 0                     | 0                     | C Prov              | 3                   | 1                   | 0                   | 31    | 2     | 0     |
| 2022-2023             | Excelsior Zedelgem (nl) | Séries provinciales   | 29          | 4           | 0           | 1                     | 0                     | 0                     | C Prov              | 3                   | 1                   | 0                   | 33    | 5     | 0     |
| Sous-total            | Sous-total              | Sous-total            | 61          | 5           | 0           | 3                     | 0                     | 0                     | -                   | 6                   | 2                   | 0                   | 70    | 7     | 0     |
| Total sur la carrière | Total sur la carrière   | Total sur la carrière | 268         | 14          | 3           | 33                    | 3                     | 0                     | -                   | 29                  | 3                   | 0                   | 330   | 20    | 3     |

## Palmarès

### En club
|  |  | KVC Westerlo - Championnat de Belgique de D2 (1) : - Champion : 2014 |